# Le Duel à travers les âges
Pour plus de détails, voir Fiche technique et Distribution.
Le Duel à travers les âges est un court-métrage français réalisé par Pierre Foucaud, sorti en 1952. 

## Synopsis
À travers des extraits de films, d’images d’actualité et de reconstitutions, ce film retrace les différentes périodes du duel.

## Fiche technique
- Musique : Jean Marion
- Chorégraphie : Maître Gardére assisté de Maître Guilbaud
- Photographie : Michel François
- Montage : Jean Feyte assisté de Jacqueline Givord
- Producteur : René Thévenet
- Production : Pathé Consortium Cinéma et S. N. Pathé Cinéma
- Distribution : Pathé Consortium Cinéma
- Format :   Noir et blanc
- Genre : Court métrage - documentaire
- Durée : 29 minutes
- Sortie : 1952

## Distribution
- Michel Audiard : commentaires
- Claude Dauphin : commentaires
- Louis Bugette
- Geneviève Gérald
- Philippe Hersent
- Jacques Ary
- Elyane Angenau
- Charles Bayard
- Monique Ballender
- Boitel
- Françoise Delaigne
- Carat
- Yvette Guignepain
- Paul Clérouc
- Madeleine Lebastard

Le film a été tourné avec le concours des acteurs-escrimeurs du club Art Sport et Culture.